# Ayot St Peter
Ayot St Peter is een civil parish in het bestuurlijke gebied Welwyn Hatfield, in het Engelse graafschap Hertfordshire. In 2001 telde het dorp 166 inwoners.